# The Talbot Bros.
The Talbot Bros. es el primer y único álbum de estudio del dúo musical estadounidense del mismo nombre. Fue publicado en febrero de 1974 a través de Warner Bros. Records.

## Rendimiento comercial
La revista Billboard informó en la semana que finalizó el 2 de marzo de 1974 que The Talbot Bros. fue una selección de acción en radio FM con emisión en WVVS-FM y WOUR-FM, dos de las principales estaciones progresivas de los Estados Unidos. La semana siguiente fue una selección de acción en radio FM en otras cuatro estaciones líder: WCMF-FM, WBRU-FM, KFMY-FM y 
KSJO-FM.

## Lista de canciones
| Lado uno |                        |                           |          |  |
| N.º      | Título                 | Escritor(es)              | Duración |  |
| 1.       | «Easy to Slip»         | Lowell George Fred Martin | 3:19     |  |
| 2.       | «Comin' Home to Jesus» | Terry N. Talbot           | 2:42     |  |
| 3.       | «In My Dreams»         | John Talbot               | 3:09     |  |
| 4.       | «And the Time»         | T. N. Talbot J. Talbot    | 2:44     |  |
| 5.       | «Trail of Tears»       | J. Talbot                 | 3:47     |  |

| Lado dos |                    |                        |          |  |
| N.º      | Título             | Escritor(es)           | Duración |  |
| 1.       | «Over Jordan»      | T. N. Talbot J. Talbot | 4:32     |  |
| 2.       | «Moline Truckin'»  | T. N. Talbot           | 2:12     |  |
| 3.       | «Come and Gone»    | J. Talbot              | 2:54     |  |
| 4.       | «Over Again»       | T. N. Talbot J. Talbot | 2:56     |  |
| 5.       | «Carnival Balloon» | Lee Clayton            | 3:25     |  |
| 6.       | «Hear You Callin'» | J. Talbot              | 2:06     |  |

## Créditos y personal
Créditos adaptados desde las notas de álbum de The Talbot Bros.
The Talbot Bros.
- John Talbot – voces, banjo, guitarra
- Terry N. Talbot – voces, guitarra, armónica

Músicos adicionales
- Russ Kunkel – batería
- Leland Sklar – bajo eléctrico
- Randy Scruggs – guitarra en «Comin' Home to Jesus» y «Moline Truckin'»
- Josh Graves – dobro en «Comin' Home to Jesus» y «Moline Truckin'»
- Sneaky Pete Kleinow – steel guitar en «And the Time» y «Over Again»
- Creeper Kurnow – armónica en «Comin' Home to Jesus», «Come and Gone», «Over Again», «Moline Truckin'» y «Carnival Balloon»; piano en «In My Dreams» y «And the Time»
- Donney Dakus – guitarra en «Easy to Slip», «Come and Gone» y «Carnival Balloon»
- John Jarvis – piano en «Easy to Slip», «Over Jordan» y «Carnival Balloon»
- David Lindley – guitarra hawaiana en «Trail of Tears»

Personal técnico
- Bill Halverson – productor
- Gary Ladinski – grabador de sonido
- Ed Thrasher – director artístico
- Rod Dyer, Inc. – diseño de portada
- Leandro Correa – fotografía